# Frank Westphal
Pour les articles homonymes, voir Westphal.
Frank Westphal est un pianiste de jazz américain né le 15 juin 1889 à Chicago dans l'Illinois et décédé le 23 novembre 1948 à Hines dans le même État.